# Justicia salvadorensis
Justicia salvadorensis är en akantusväxtart som beskrevs av Standley. Justicia salvadorensis ingår i släktet Justicia och familjen akantusväxter. Inga underarter finns listade i Catalogue of Life.